# يو إف سي على إي إس بي إن: غامروت ضد كلاين
يو إف سي على إي إس بي إن: بلانشفيلد ضد باربر (بالإنجليزية: UFC on ESPN: Blanchfield vs. Barber) (المعروف أيضًا باسم يو إف سي على إي إس بي إن 68 ويو إف سي فيغاس 107) هو حدث لفنون القتال المختلطة نظّمته يو إف سي، وأُقيم في 31 مايو 2025، على يو إف سي أبيكس في إنتربرايز، نيفادا، وهي جزء من منطقة لاس فيغاس الحضرية، الولايات المتحدة.